# Aigen-Schlägl
Aigen-Schlägl település Ausztriában, Felső-Ausztria tartományban, a Rohrbachi járásban. , területe 45,99 km². 2015. május 1-én alakult meg Aigen im Mühlkreis és Schlägl egyesítésével.

## Fekvése
Tengerszint feletti magassága 596 méter. Aigen-Schlägl Sankt Oswald bei Haslach, Rohrbach-Berg, Oepping, Peilstein im Mühlviertel, Ulrichsberg, Horní Planá, Černá v Pošumaví, Frymburk és Přední Výtoň településekkel határos.

## Népesség
Lakosainak száma 3212 fő (2018. január 1.).